# Doloclanes
Doloclanes är ett släkte av nattsländor. Doloclanes ingår i familjen stengömmenattsländor.

## Dottertaxa tillDoloclanes, i alfabetisk ordning[1]
- Doloclanes abas
- Doloclanes acheloos
- Doloclanes acteon
- Doloclanes alcmeon
- Doloclanes alticola
- Doloclanes amyda
- Doloclanes anactorion
- Doloclanes carinata
- Doloclanes ceudo
- Doloclanes cheni
- Doloclanes conjungens
- Doloclanes dexileon
- Doloclanes diribitus
- Doloclanes dolophion
- Doloclanes dresiu
- Doloclanes endymion
- Doloclanes etto
- Doloclanes gressitti
- Doloclanes hyperion
- Doloclanes ixion
- Doloclanes kambaitiensis
- Doloclanes kisoensis
- Doloclanes kurokawanus
- Doloclanes meosorum
- Doloclanes mohri
- Doloclanes montana
- Doloclanes muoiba
- Doloclanes muoibon
- Doloclanes muoinam
- Doloclanes muoisan
- Doloclanes nabewarinus
- Doloclanes nyctimon
- Doloclanes otaros
- Doloclanes sarawakana
- Doloclanes serrata
- Doloclanes spinosa
- Doloclanes sunkosiana
- Doloclanes timoleon
- Doloclanes triangulata
- Doloclanes ulmeri